# AcceleRacers
AcceleRacers ist eine computeranimierte Zeichentrickserie, die von der kanadischen Firma Mainframe Entertainment im Auftrag von Mattel produziert in Deutschland bei Super RTL ausgestrahlt wurde. Zu der Serie wurden zahlreiche Spielzeuge, in erster Linie Fahrzeugmodelle ebenfalls von Mattel angeboten. Die Serie stellt einen Nachfolger zum Film Hot Wheels Highway 35 dar.
Die Serie handelt von Rennen in fiktiven Umgebungen, diese zählen zu dem Reich der Rennen. Dieses wurde durch einen Wissenschaftler, Dr. Peter Tezla entdeckt. Den Zugang dazu stellt das Rad der Macht dar. Dies ist eine sehr leistungsstarke Energiequelle, die von den Erbauern des Reichs der Rennen entwickelt und auf der Erde zurückgelassen wurde. Dieses Rad gelangt in den Besitz der Renndrohnen, Roboter, deren Anführerin das Ziel hat, die Weltherrschaft zu übernehmen. Dies soll mithilfe des Rads der Macht und Energiequellen, die im Reich der Rennen versteckt sind, den Accelechargern. Um dies zu verhindern rekrutiert Dr. Tezla zwei Rennteams, die in das Reich der Rennen eindringen und die Accelecharger sichern sollen, bevor die Drohnen diese erlangen können. Das Ende der Geschichte ist offen.

## Handlung
Nachdem Dr. Tezlas Fahrer den Highway 35 erfolgreich beendet haben und das Rad der Macht in HotWheels City deponiert haben, entdeckte und mobilisierte Gelorum, die Antagonistin aus HotWheels Highway 35, die Renndrohnen, die sich an einem unbekannten Ort auf der Erde deaktiviert aufhielten. Mit den Drohnen stahl sie das Rad der Macht aus HotWheels City und errichtete eine Festung. Das Rad der Macht nutzte sie fortan, um ihre Drohnen in das Reich der Rennen zu schicken. Dieses besteht aus zahlreichen einzelnen Rennstrecken, die teilweise sehr unterschiedlich aufgebaut sind und meist unter Extrembedingungen (extreme Witterungen, besonders harte Hindernisse etc.) befahren werden müssen.
Nachdem Dr. Tezla knapp den Angriff der Drohnen auf HotWheels City überleben konnte, versucht er, Rennfahrer zu sammeln, die ihm helfen würden, die Drohnen zu besiegen. Zuerst nimmt er einige Fahrer, die am Highway 35 teilgenommen haben, doch diese schaffen es nicht, die Drohnen zu besiegen und gingen nacheinander in verschiedenen Renngebieten verschollen.
Anschließend entsendet er seinen persönlichen Roboter-Gehilfen, um weitere Fahrer aufzuspüren. Dieser trifft auf zwei Straßenrennteams, die Teku und die Metal Maniacs, die gerade ein Rennen gegeneinander fahren. Die Teams, deren Fahrer zum Teil aus Teilnehmern am Highway 35 bestehen, akzeptieren das Angebot und treffen sich mit einem weiteren Fahrer Tezlas in dessen alten Stützpunkt. Nach einem kurzen Treffen führt er sie anschließend zu Tezlas neuer getarnter Basis. Kurz nach ihrem Eintreffen wird gleich eine Rennstrecke zugänglich, die sie betreten. Bei ihrem ersten Kontakt mit den Drohnen sind sie ihnen unterlegen und verlieren einige Fahrzeuge sowie das Rennen.
Nach Aufrüstung ihrer Fahrzeuge und Analyse des Fahrverhaltens der Drohnen gelingt es den Fahrern, den Drohnen ebenbürtig zu sein und sie sogar in mehreren Gebieten zu schlagen.
Bei einem späteren Rennen im Stadtgebiet, eine Rennstrecke durch eine große Stadt, machen die Fahrer Kontakt mit einer neuen Fraktion, den Stummen Fahrern. Diese Seite gibt sich sehr geheimnisvoll und verfügt über eine den anderen Teams weit überlegene Technologie. So können sie ihre Fahrzeuge tarnen und haben einen EMP-Generator an Bord ihrer Fahrzeuge. Ab diesem Zeitpunkt werden die meisten Siege und damit die meisten AcceleCharger von diesem Team geholt. Den Renndrohnen gelingt inzwischen, trotz Entwicklung neuer Fahrzeuge wie dem Bahnräumer, ein Fahrzeug mit der Größe eines Schwerlasters, das dafür gebaut wurde, gegnerische Fahrzeuge zu finden, zu fangen und zu zerlegen, kaum noch ein Sieg.
Im Schrottgebiet, eine Strecke durch einen riesigen Schrottplatz, verunfallt ein Fahrer der Metal Maniacs. Die Drohnen nehmen diesen gefangen und erfahren von ihm, wo sich Dr. Tezlas Stützpunkt befindet. Sie finden ihn, dringen dort ein und besetzen ihn. Die Fahrer befinden sich inzwischen auf einer Rettungsmission, um ihren verlorenen Kameraden zu retten. Sie übernahmen dafür die Kontrolle über einen Bahnräumer, damit sie nach dem Rennen im Portal der Drohnen und nicht in ihrem eigenen herauskommen, Es gelingt ihnen, den Fahrer zu finden und zu befreien. Anschließend kehren sie ohne ihre Autos, da sie nur dank dem 'NRE-Knopf' (NRE: NotfallRettungsEinrichtung) aus HotWheels City fliehen konnten, in ihren eigenen Stützpunkt zurück und werden in einen Kampf mit den Drohnen verwickelt. Einer von ihnen, Vert Wheeler, der Gewinner des Highway 35, tritt zu einem Rennen gegen die Anführerin der Drohnen an und besiegt sie. Währenddessen fliehen die Fahrer, die in enormer numerischer Unterlegenheit gegenüber den Drohnen sind und sprengen den Stützpunkt in die Luft. Dabei werden alle Drohnen vernichtet. Wheeler gewinnt das Rennen gegen Gelorum und will anschließend zur Basis zurückkehren, um seine Freunde im Kampf gegen die Drohnen zu unterstützen. Da die Basis und damit das Portal aber inzwischen zerstört wurde und auch das Portal der Drohnen nicht mehr einsatzbereit ist, da ihre Anführerin, die die Energiequelle des Portals kontrollierte, gefallen ist, landet er in der Basis der Stummen Fahrer. Dort tritt der Anführer an ihn heran, der seinen Helm abnimmt und sich als Verts Vater zu erkennen gibt. Mit diesem offenen Ende endet der letzte Film.

## Teams

### Teku
Dies ist ein recht junges Team, deren Schwerpunkt auf das Tuning ihrer Fahrzeuge liegt. Außerdem legen sie auch Wert auf möglichst viel Hightech in ihren Fahrzeugen. Angeführt wird es von Nolo Pasaro. Er hat das Team von seinem Bruder Tone Pasaro übernommen, weil dieser bei einem Wettrennen mit dem Anführer der Metal Maniacs, Tork Maddox, ums Leben kam. Die Farbe der Fahrzeuge ist orange, blau und weiß.

### Metal Maniacs
Das Team Metal Maniacs hat seine Fahrzeuge selbst zusammen gebastelt. Schnelle, rasante, wenn auch zerstörerische Rennen lieben sie. Sie zählen, obwohl sie das Team Teku hassen, eigentlich zu den Guten in der Serie. Denn auch sie kämpfen gegen die Racing Drones. Aufgrund ihrer Haltung sind ihre Fahrzeuge recht aggressiv und in recht düsteren Farben lackiert. Ihr Anführer heißt Tork Maddox.

### Racing Drones
Racing Drones ist das Team der „Königsdrohne“ Gelorum. Das Team besteht aus Gelorum und ihren beiden Assistenten RD-L1 und RD-S1, welche schwer bewaffnete Kampfroboter sind, wobei RD-L1 die „rechte Hand“ von Gelorum ist. Gelorum selbst ist ein hochentwickelte Drohne. Die Farbe der Fahrzeuge ist grün-schwarz. Ihr Schwerpunkt liegt auf Zerstörung und Betrügen.

### Silencerz
Die „Spezialität“ der Silencerz ist das lautlose Ausschalten. Man kann nicht zwangsläufig sagen, dass sie böse sind, da sie auch die Daten der Racing Drones gehackt haben. Die Fahrzeuge sind in silber und einem dunklen Lila gehalten. In der Serie werden nach und nach die wichtigsten Geheimnisse dieser Organisation aufgedeckt.

## Filme
In Deutschland sind vier Trickfilme erschienen. Jeder Film wurde für die Ausstrahlung im Fernsehen in drei Episoden mit je 20 Minuten Länge unterteilt. Die Erstausstrahlung erfolgte in den USA am 8. Januar 2005. Alle vier Filme wurden später auf DVD von Warner Bros. Television veröffentlicht. Eine Besonderheit bei der deutschen Erstausstrahlung ist, dass nur der erste Teil komplett (d. h. alle drei Episoden) an einem Tag ausgestrahlt wurde, die folgenden wurden auf mehrere Tage aufgeteilt:
| Nummer | Originaltitel        | Deutscher Titel       | Erstausstrahlung – USA | Erstausstrahlung – DE | Dauer      |
| ------ | -------------------- | --------------------- | ---------------------- | --------------------- | ---------- |
| 1      | Ignition             | Vollgas ohne Limit    | 8. Januar 2005         | 9. April 2005         | 60 Minuten |
| 2      | The Speed of Silence | Der Wettkampf         | 19. März 2005          | 9. Juli 2005          | 61 Minuten |
| 3      | Breaking Point       | Die dritte Macht      | 25. Juni 2005          | 24. September 2005    | 60 Minuten |
| 4      | The Ultimate Race    | Das ultimative Rennen | 1. Oktober 2005        | 26. November 2005     | 60 Minuten |